# Udi Aloni
Udi Aloni (en hebreu: אודי אלוני‎; 10 de desembre de 1959) és un cineasta, escriptor, artista visual i activista polític estatunidenc israelià les obres del qual se centren en les interrelacions entre l'art, la teoria i l'acció.

## Trajectòria
Udi Aloni és fill de Reuven i Shulamit Aloni. Té dos germans: Dror Aloni, que va ser alcalde de Kefar Xemaryahu i director del Gymnasia Herzliya de Tel-Aviv, i Nimrod Aloni, filòsof de l'educació. Aloni va començar la seva carrera com a pintor i va obrir la galeria d'art contemporani Bugrashov a Tel-Aviv.

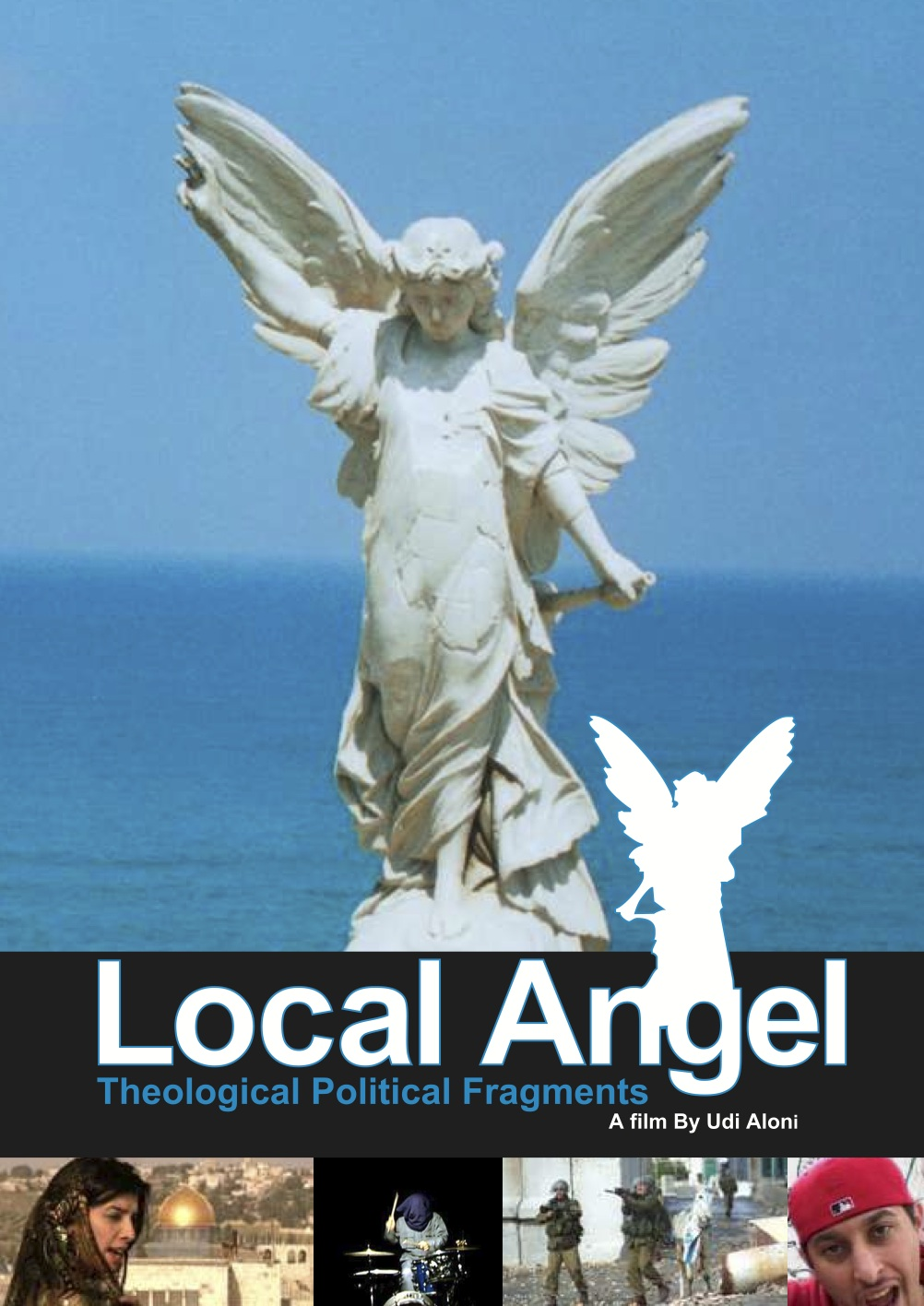

El 1996, Aloni va començar a fer pel·lícules. El seu documental Local Angel (2002) i el seu primer llargmetratge de ficció, Forgiveness (2006), són interpretacions radicals del conflicte israelià-palestí que han despertat controvèrsia a l'Orient Mitjà i internacionalment. Aloni també va dirigir Kashmir: Journey to Freedom (2008), un documental sobre el moviment noviolent per l'alliberament i la llibertat a Jammu i Caixmir que es va estrenar al Festival Internacional de Cinema de Berlín. Altres pel·lícules seves són Left (1996) i Art/Violence (2013), així com «Innocent Criminals» (2004), un videoclip amb el grup de rap palestí DAM.
Aloni va ser coordinador de l'àrea de cinema del Teatre de la Llibertat al camp de refugiats de Jenin. Després de l'assassinat el 2011 de Juliano Mer Khamis, el fundador i director del Teatre de la Llibertat, Aloni va dirigir una adaptació àrab d'Esperant a Godot amb els estudiants de postgrau. Aloni va escriure, dirigir i produir el documental Why Is We Americans?, centrat en el famós poeta i activista Amiri Baraka i el seu fill, l'alcalde de Newark Ras Baraka. El documental va ser codirigit per Ayana Stafford-Morris i compta amb la narració de la productora executiva Lauryn Hill.
Forgiveness va guanyar el premi del públic al Festival de Cinema de Woodstock el 2006, i va ser descrita per Slavoj Žižek com «potser la pel·lícula més bella, poderosa i important que s'ha fet mai sobre les tragèdies de la regió». La seva estrena als cinemes dels Estats Units d'Amèrica va començar amb Mariam Said, la vídua de Edward Said, llegint la poesia de Mahmoud Darwish.
La pel·lícula Junction 48 va rebre el premi del públic Panorama al 66è Festival Internacional de Cinema de Berlín. Forgiveness es va estrenar a l'Orient Mitjà a Ramallah, i va despertar certa polèmica quan l'ambaixada d'Israel a París va amenaçar amb retirar el seu finançament del Festival du Cinéma Israélien si inaugurava el festival amb aquesta pel·lícula
El llibre d'Aloni, What Does a Jew Want?: On Binationalism and Other Specters inclou converses amb els filòsofs Alain Badiou, Judith Butler i Slavoj Žižek.
Aloni promou la creació d'un estat binacional a Israel-Palestina, i dona suport al moviment Boicot, Desinversió i Sancions perquè afirma que és un mitjà per al diàleg igualitari i que crea un espai per a la resistència noviolenta. Aloni ha qualificat de racistes la ideologia i les accions de l'estat d'Israel i ha cridat a substituir el que ell anomena la ideologia d'una falsa «democràcia jueva» per un estat binacional per a totes les persones des del riu Jordà fins al mar Mediterrani. Considera el poble palestí com un «germà amb qui comparteixo una identitat comuna», i creu que la fidelitat al poble israelià i la fidelitat al poble palestí són la mateixa cosa. Al web d'Aloni apareix el lema «Del riu al mar totes les persones han de ser lliures».
Aloni és membre del consell assessor de Jewish Voice for Peace, una organització estatunidenca que «busca la fi de l'ocupació israeliana de Cisjordània, la Franja de Gaza i Jerusalem Est».